# Dan Marin
Dan Marin (n. 30 august 1948, Ștefănești, România), absolvent al liceului I.L. Caragiale din București și licențiat în Educație Fizică și Sport, este un handbalist român care a făcut parte din lotul echipei naționale de handbal a României, medaliată cu aur la Berlin 1974 și bronz olimpic la München 1972. 

## Palmares
- Locul I - Campionatul Mondial de Tineret - Amsterdam, 1967.
- Locul III - Campionatul Mondial Universitar - Praga, 1969.
- Locul III - Jocurile Olimpice - München, 1972.
- Locul II - Super Cupa Mondiala - Göteborg, 1973.
- Locul I - Campionatul Mondial Universitar - Lund, 1973.
- Locul I - Campionatul Mondial - Berlin, 1974.

## Selecționări
În întreaga carieră desfășurată a fost selecționat în echipa României de 128 de ori și a marcat 160 de goluri, astfel:
1. România (A)  - 86 selecții, 107 goluri.
2. România (B)  - 20 selecții, 28 goluri.
3. România Tineret - 22 selecții, 25 goluri.

## Titluri și decorații
Pentru activitatea sportivă desfășurată, i s-au acordat titlurile de Maestru al Sportului (1970) și Maestru Emerit al Sportului (1974).
După terminarea activității sportive și-a desfășurat activitatea profesională ca ofițer de informații în cadrul SRI. În anul 2001 a fost înaintat la gradul de general prin Decretul 1078/21.12.2001, ulterior fiind trecut în rezervă.

### Distincții
Pentru activitatea sportivă și cea de ofițer de informații a fost decorat de următorii președinți ai României: Nicolae Ceaușescu, Ion Iliescu, Emil Constantinescu și Traian Băsescu.
- Ordinul „Meritul Sportiv” clasa a II-a (29 martie 1974) „pentru comportarea remarcabilă și ocuparea locului I la Campionatul mondial de handbal masculin – ediția 1974 –, precum și pentru contribuția deosebită adusă la dezvoltarea acestui sport și la creșterea prestigiului sportului românesc pe plan internațional”[1]